# Königshaus am Schachen

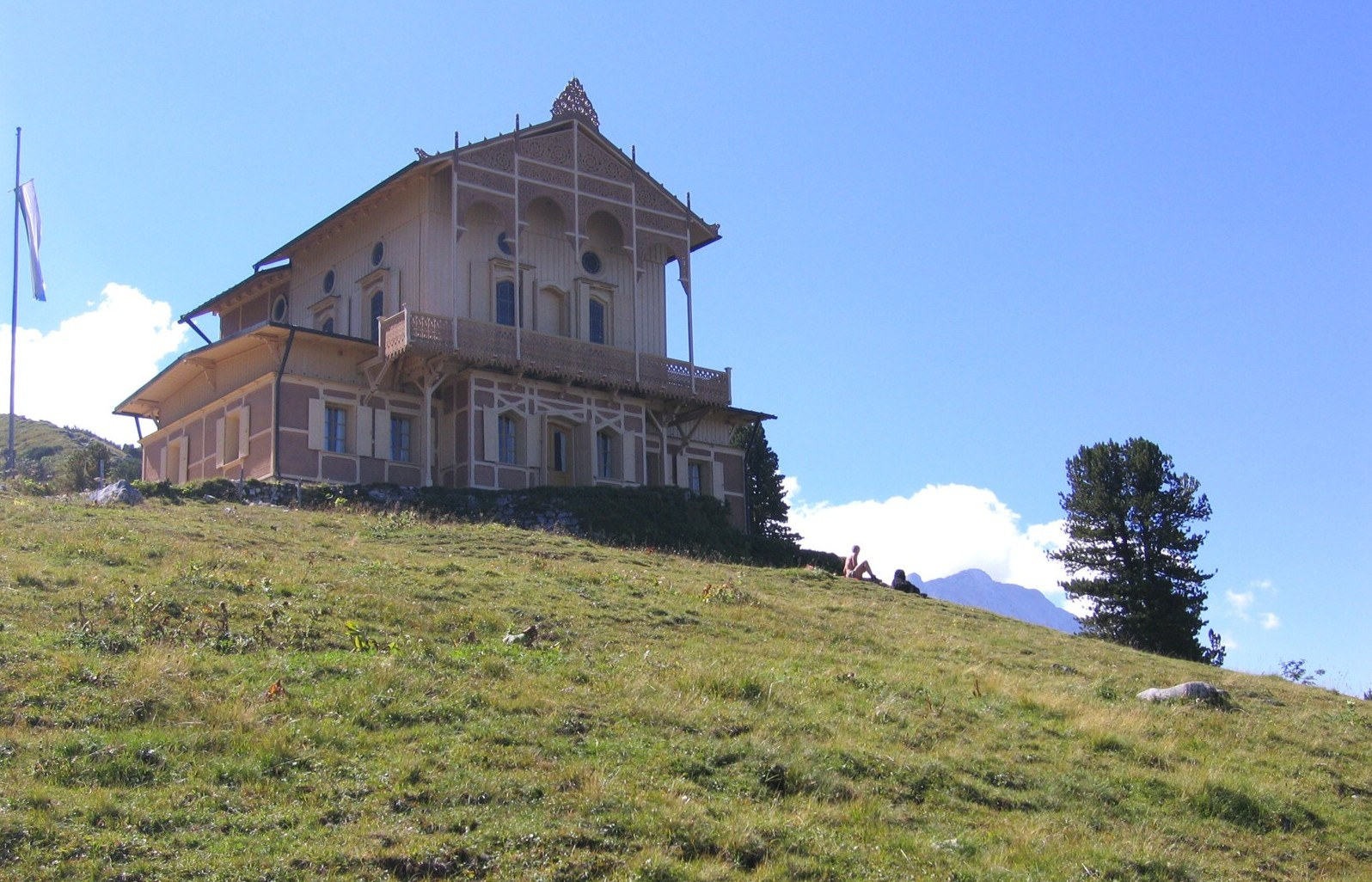
Fachada de Königshaus am Schachen.

El Königshaus am Schachen (en español: Casa Real en Schachen) es un pequeño palacio (Schlösschen) situado a 1866 m de altitud en el Monte Schachen, al sur de Garmisch-Partenkirchen, en el macizo montañoso de Wetterstein. 
Fue construido entre 1869 y 1872 para Luis II de Baviera por Georg Dollmann en el estilo de los chalés en madera suizos. Se puede llegar después de una caminata de tres a cuatro horas a partir de Schloss Elmau de Garmisch-Partenkirchen, permitiendo una magnífica vista del Zugspitze.
A veces se denomina también al palacio como "Jagdschloss" (pabellón de caza), aunque Luis II nunca hubiera realizado allí ninguna cacería.

## Interiores

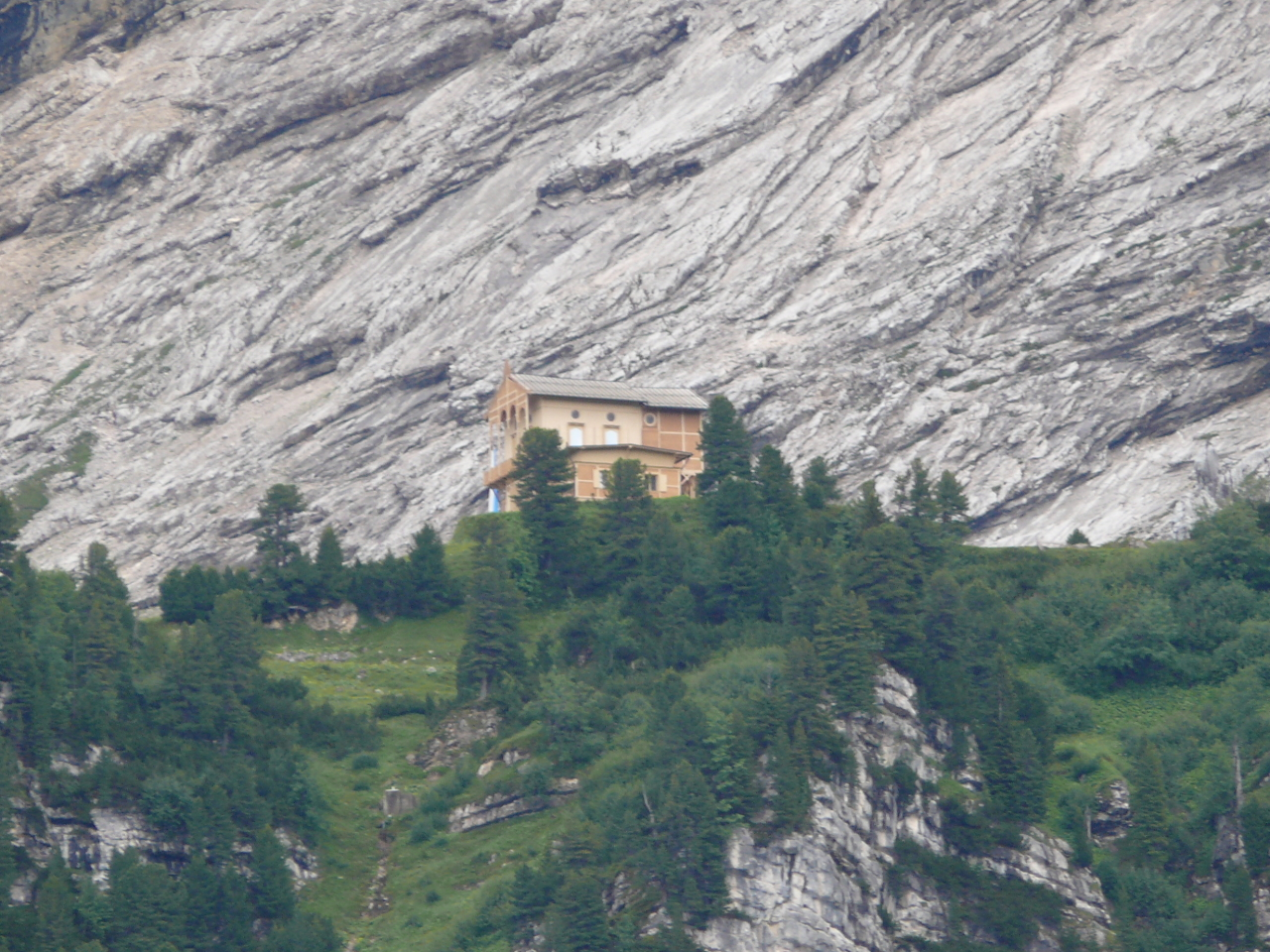
La Casa real de Schachen vista desde Reintal.

Las habitaciones de la planta baja están forradas con placas de pinus cembra (sala de estar, sala de estudio, dormitorio, baño) y tienen un estilo relativamente sobrio. En la primera planta se encuentra una Sala Turca (Türkische Zimmer), una sala ceremonial en estilo morisco, concebida por el rey tomando a los palacios turcos como modelo. Aquí se despliega un esplendor oriental, una fuente rumoreante, refinadas alfombras cubriendo el suelo, tallas doradas, lujosos divanes, jarrones esmaltados, lámparas suntuosas y vidrios de colores, creando una atmósfera de las "mil y una noches", en la cual el rey se sentía como califa y sultán, jeque, emir y maestro de todos los musulmanes. El rey Luis II pasó varias veces en esta casa el día de su cumpleaños, 25 de agosto.

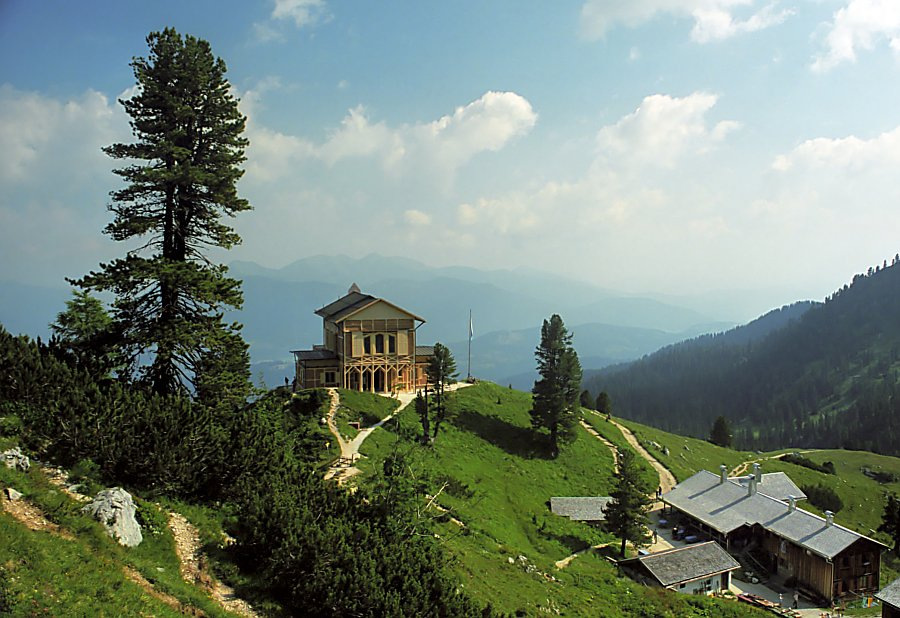
Vista general.

Con su madera serrada vista al exterior y la veranda en voladizo con vista al campo, la Casa real presenta un aspecto bastante modesto comparado con otros palacios de Luis II.

## Alpinum
En la parte baja del palacio se encuentra un Alpinum (jardín alpino), instalado en 1900. Este jardín es una filial del Jardín Botánico Nymphenburg de Múnich y exhibe más de 1000 especies de plantas de montaña de todo el mundo, desde los Alpes hasta los Himalayas.

## Literatura
- Ludwig Merkle: Ludwig II. und seine Schlösser. Bruckmann Verlag, München, 1995, ISBN 3-7654-2758-6
- Michael Neumann-Adrian: Das König-Ludwig-Wanderbuch. Steiger Verlag, München, 2001, ISBN 3-89652-129-2